# اوچالی (باشقیرستان)
اوچالی (انگلیسی: Uchaly) یک شهرک در شهرستان اوچالینسکی استان باشقیرستان کشور روسیه است.